# Streblochaete longiarista
Streblochaete longiarista là một loài thực vật có hoa trong họ Hòa thảo. Loài này được (A.Rich.) Pilg. miêu tả khoa học đầu tiên năm 1926.